# 石楼站
石楼站是周口店线的铁路车站，位于北京市房山区石楼镇。 

## 历史
为配合北京东方红炼油厂建设，1968年北京铁路局勘测设计所提出在周口店支线8.065km处新建原油转运工业站及罐车车辆段。线路总长25.862km。1968年11月由石家庄工程段施工，1970年8月1日投产。1973年扫尾。共投资1068万元。一级二场横列式14股道，有效从686-803米。东端设1条牵出线。西端设机务折返段及油库专用线。车场北侧建石楼车辆段、站修所、整备线。 
1976年，为解决任丘油田外运，决定对石楼站扩建，包括新增13股道。全部工程由北京工程处施工，1979年竣工，总投资452万元。